# Желтов, Игорь Константинович
Игорь Константинович Желтов — младший сержант Вооружённых Сил СССР, погиб при спасении людей во время железнодорожной катастрофы под Уфой, кавалер ордена «За личное мужество».

## Биография
Игорь Константинович Желтов родился 31 января 1970 года в городе Пучеже Ивановской области. Окончил восемь классов школы в родном городе. В 1985 году вместе с родителями переехал в город Кострому, жил в посёлке Северный, окончил девятый и десятый классы в Костромской средней школе № 13. Получив среднее образование, Желтов поступил в Костромской государственный сельскохозяйственный институт.
По окончании первого курса в 1988 году Желтов был призван на службу в Вооружённые Силы СССР. Служил в мотострелковом полку сопровождения, получил звание младшего сержанта. В начале 1989 года Желтов был направлен в служебную командировку в качестве сопровождающего груза, следующего по маршруту Новосибирск — Уфа. 3 июня 1989 года этот состав оказался недалеко от места крупной железнодорожной катастрофы под Уфой. В результате взрыва газа в момент прохождения двух встречных поездов погибли 575 человек, сотни получили ранения и ожоги. Младший сержант Игорь Константинович Желтов бросился к горящим составам и, рискуя собственной жизнью, стал выносить из них пассажиров. Ему удалось спасти 20 человек, но при этом он получил тяжёлые ожоги.
В бессознательном состоянии он был отправлен в республиканскую столицу — Уфу. Там он был госпитализирован в Уфимскую городскую больницу № 13. Несмотря на усилия врачей, Желтов скончался от многочисленных ожогов 9 июня 1989 года.
Похоронен на Аллее Славы городского кладбища Костромы.
Указом Президиума Верховного Совета СССР младший сержант Игорь Константинович Желтов посмертно был удостоен ордена «За личное мужество».

## Память
- В честь Желтова названа улица в городе Костроме.
- Мемориальная доска в память о Желтова установлена в Костроме.
- В средней школе № 13, где учился Желтов, создан музей в память о нём[1].
- В Костроме ежегодно проводятся памятные мероприятия[3].